# Рендольф (авіабаза)
Авіаба́за Рендольф (англ. Randolph Air Force Base, (IATA: RND, ICAO: KRND, FAA ідент. місц.: RND) — діюча військово-повітряна база Повітряних сил США, що розташована у місті Юніверсал-Сіті, в окрузі Беар, та перебуває у підпорядкуванні Командування освіти та тренувань Повітряних сил США. Авіабаза Рендольф носить ім'я одного з піонерів-авіаторів американської авіації Вільяма Рендольфа, уродженця Остіна, який загинув унаслідок авіаційної катастрофи. База є пунктом постійної дислокації штабу 19-ї повітряної армії ПС. Відкрита в 1931 році й з моменту заснування була одним з основних льотних центрів підготовки пілотів бойової авіації Повітряного корпусу Армії, Повітряних сил Армії та ПС США.
З 1 жовтня 2010 року авіабазу Рендольф у зв'язку з реорганізацію Збройних сил США входить до складу Об'єднаної військової бази Сан-Антоніо (разом з Форт Сем Х'юстон та авіабазою Лекланд).

## Галерея

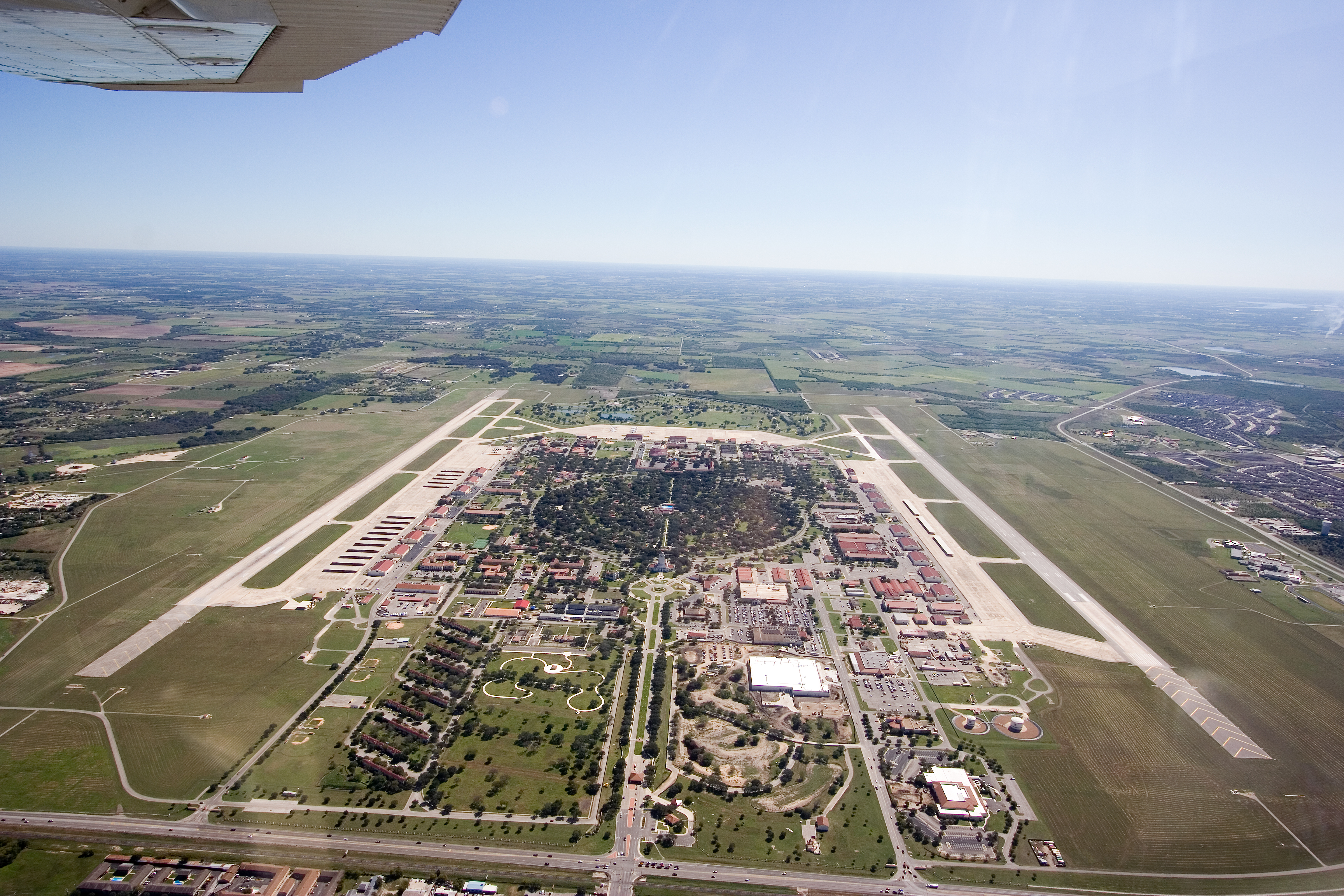
Вигляд з висоти пташиного польоту на авіабазу Рендольф. 31 жовтня 2009
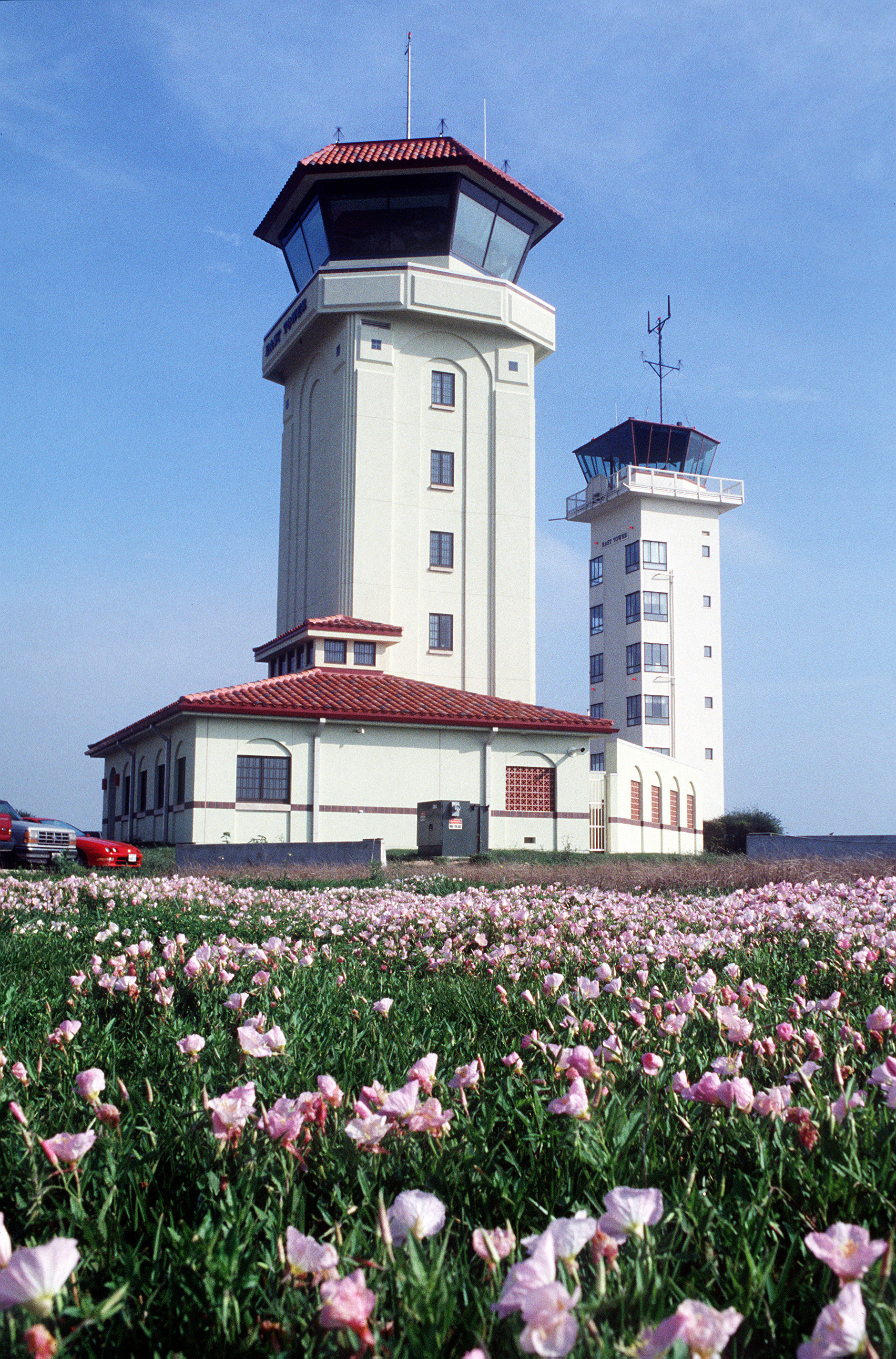
Командно-диспетчерські пункти (старий та новий) авіабази Рендольф. 23 квітня 1997
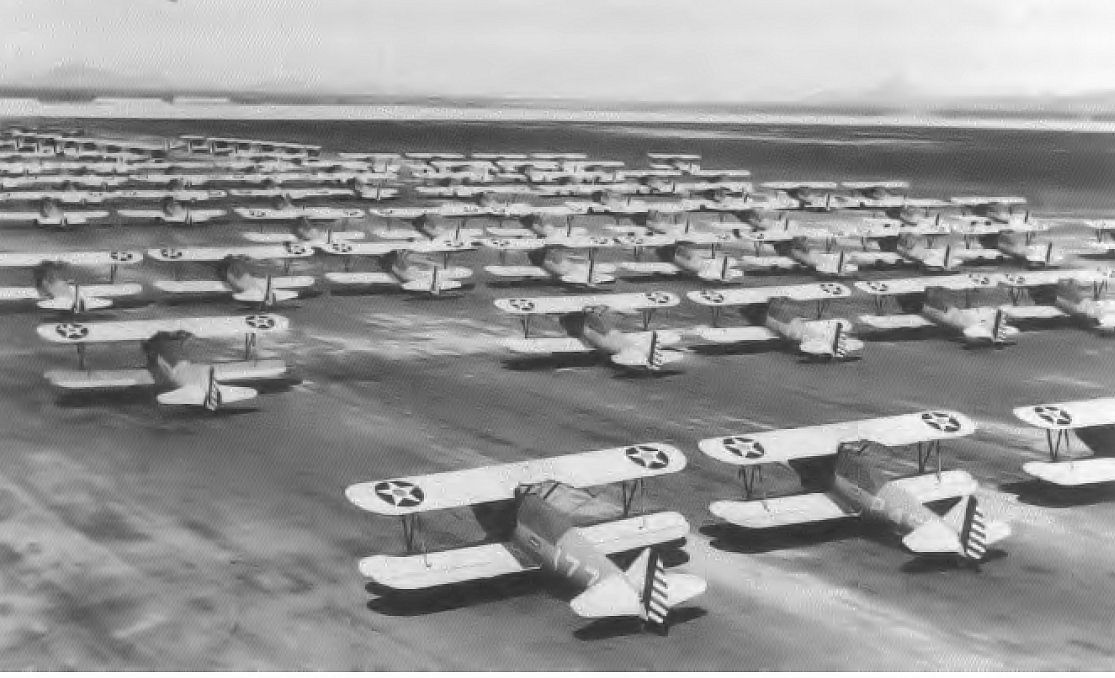
Навчальні літаки PT-13 для підготовки пілотів. 1931
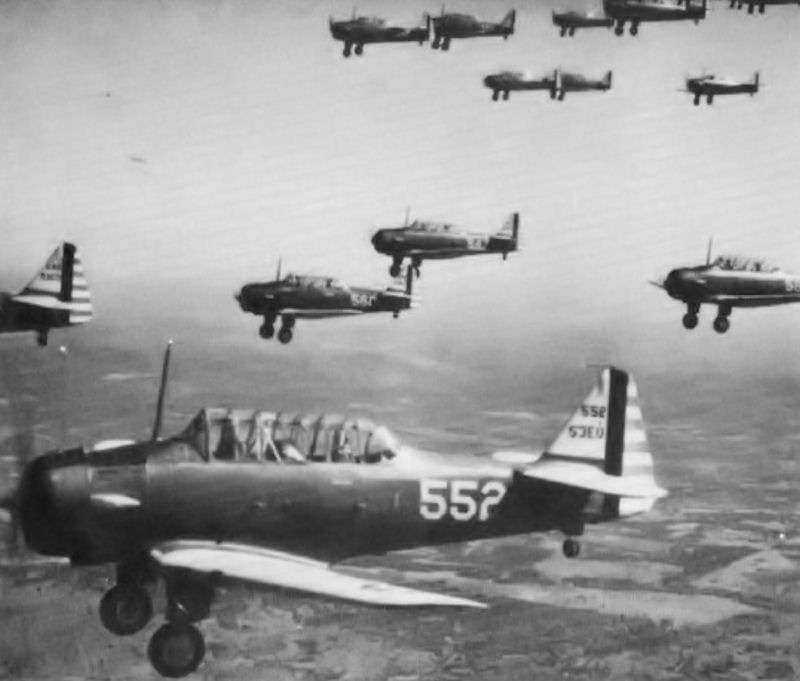
Формування навчально-тренувальних літаків BT-9 на польоті. 1942
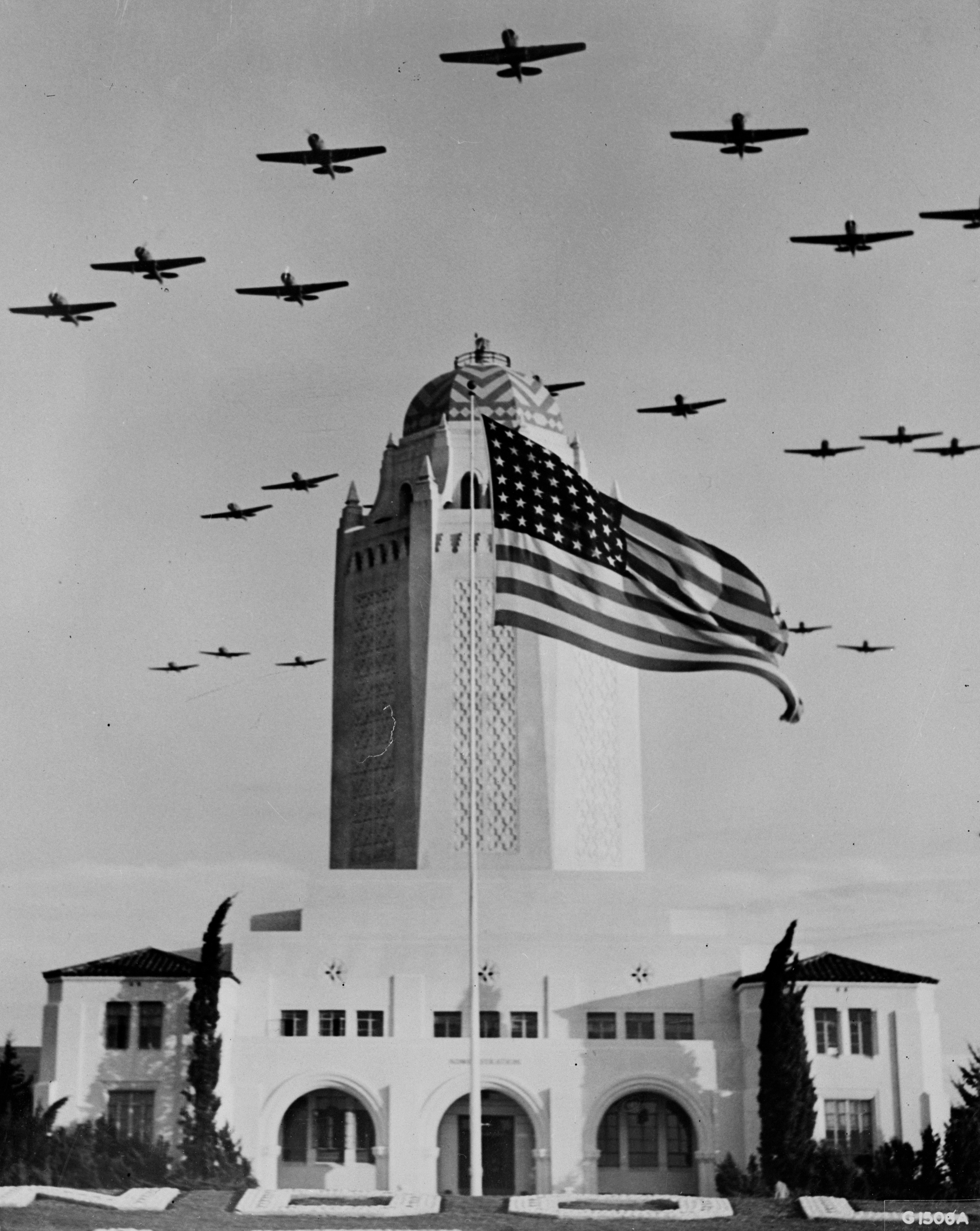
Політ навчальних літаків T-6 «Тексан» над Адміністративним будинком авіабази (так званим Тадж-Махалом). 1942
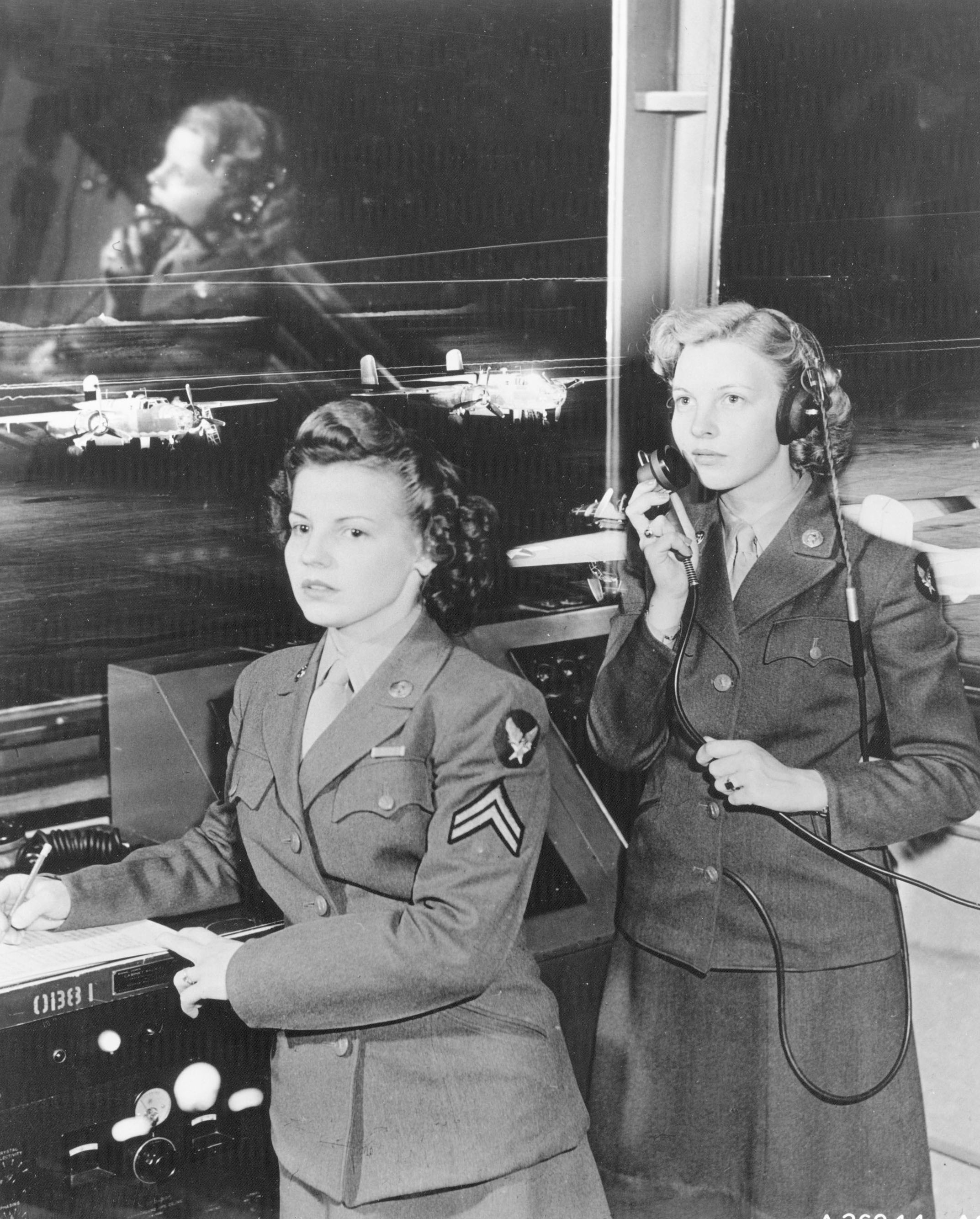
Військовослужбовці Жіночого корпусу армії на командно-диспетчерському пункті на авіабази. 1944
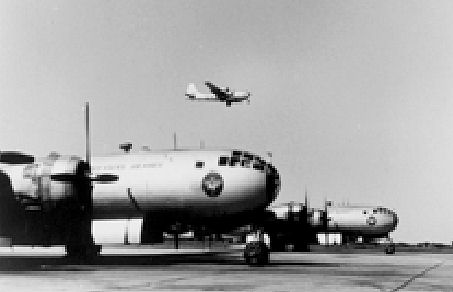
Бомбардувальники B-29 «Суперфортресс», що здійснюють підготовку до війни у Кореї. 1950
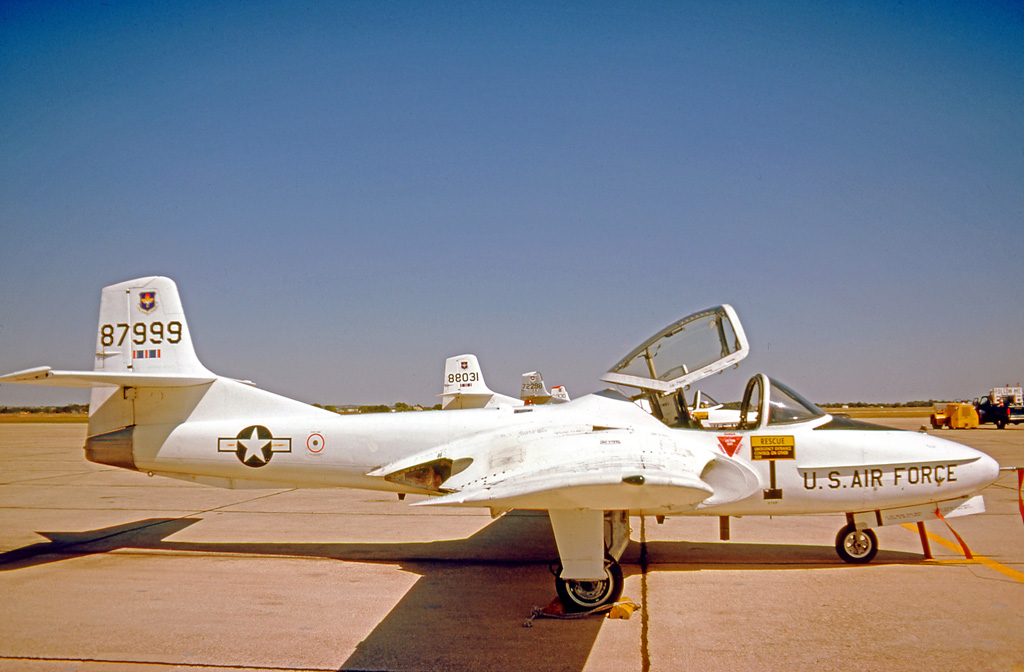
Навчальний літак T-37 «Твіт» на злітній смузі авіабази. 17 жовтня 1975
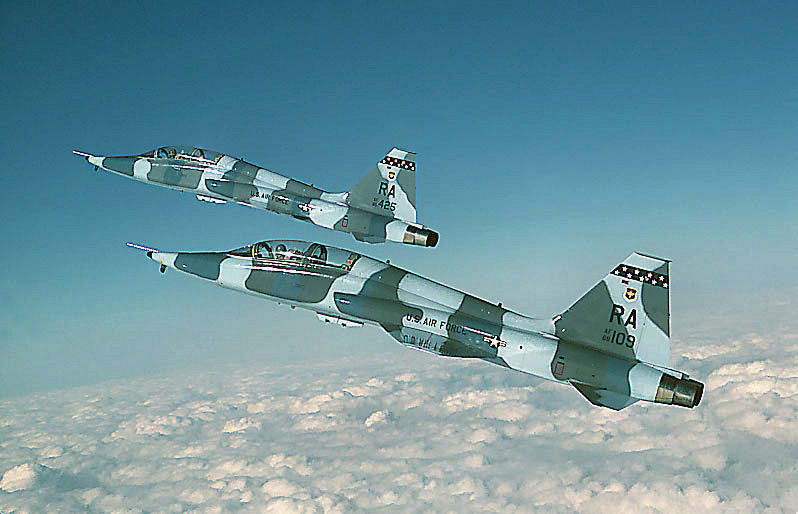
Пара навчально-тренувальних літаків T-38 «Талон» в польоті. 2008
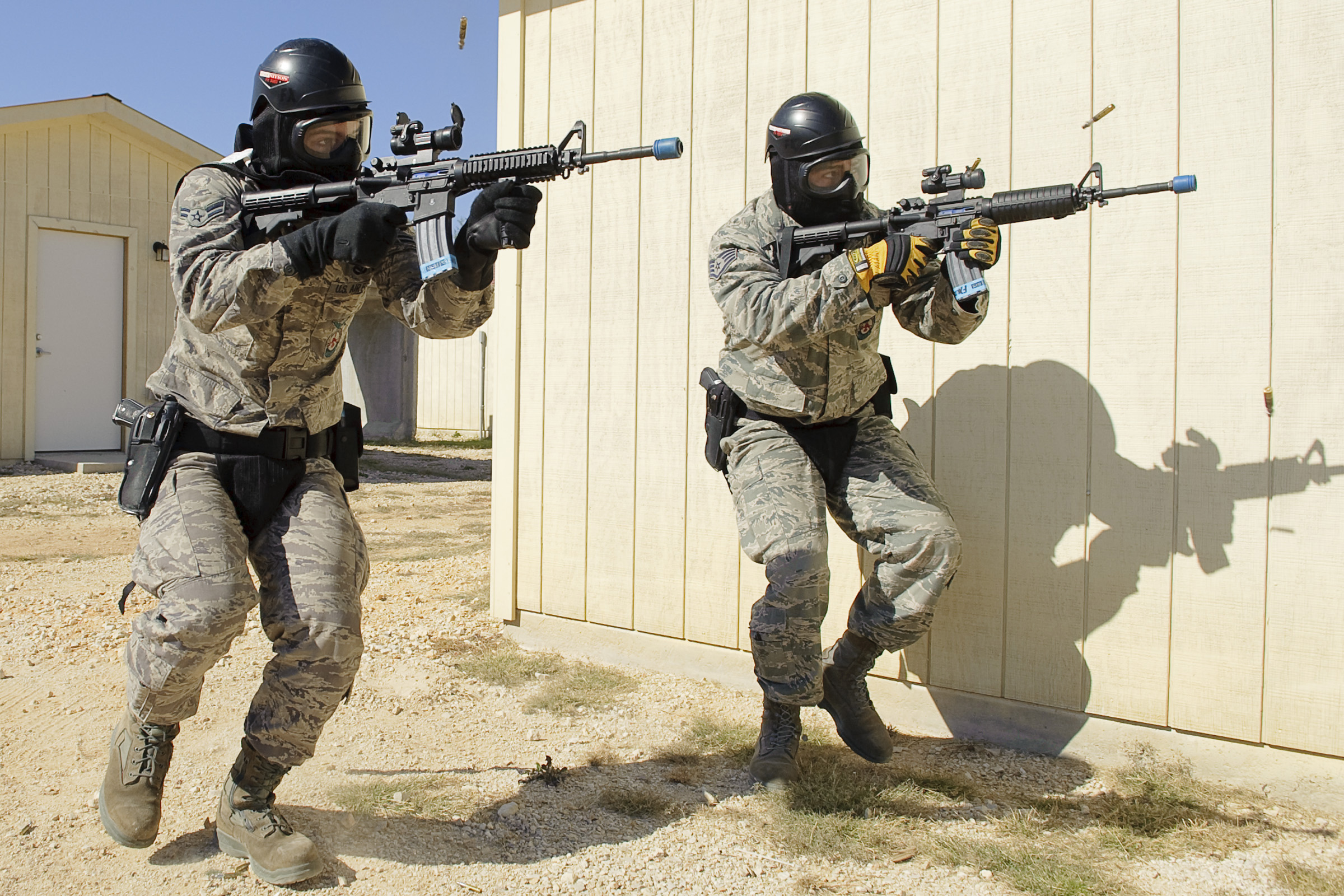
Тренування особового складу охорони бази у відбитті нападу. 4 грудня 2010
Британський літак «Хоук» T.1 сідає на аеродром. 29 жовтня 2011